# Ravenscourt Park (London Underground)

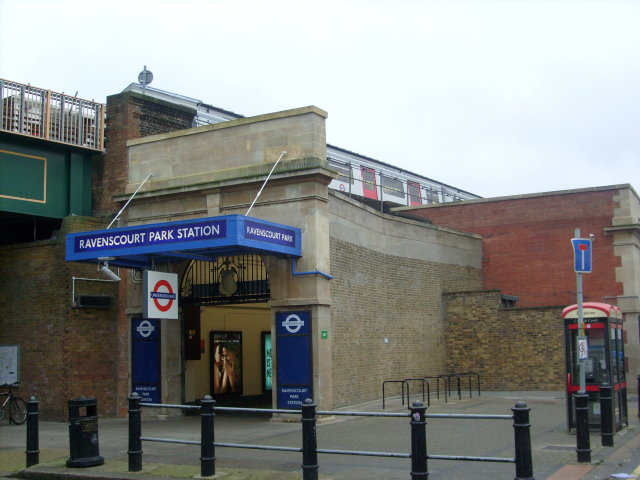
Stationsgebäude

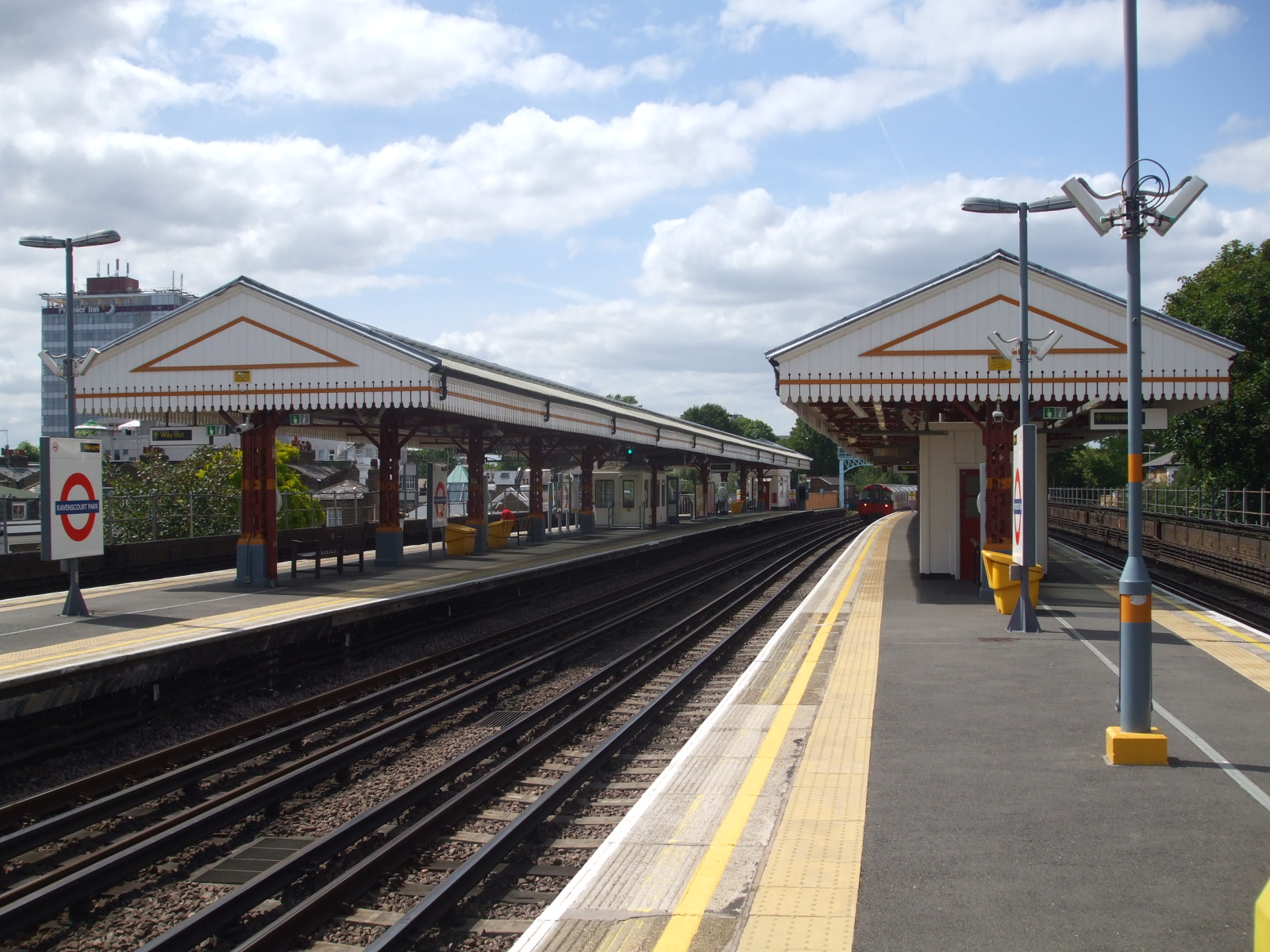
Blick auf die Bahnsteige

Ravenscourt Park ist eine oberirdische Station der London Underground im Stadtbezirk London Borough of Hammersmith and Fulham. Sie liegt in der Travelcard-Tarifzone 2, zwischen der Dalling Road und der Ravenscourt Road. Hier verkehren Züge der District Line. Im Jahr 2014 nutzten 2,91 Millionen Fahrgäste die Station.

## Geschichte
Die London and South Western Railway (L&SWR) nahm am 1. Januar 1869 eine Eisenbahnlinie in Betrieb, die bei der Addison Road (heute Kensington (Olympia)) von der West London Line abzweigte und nach Richmond führte. Die Züge fuhren hier zunächst ohne Halt durch, bis die L&SWR am 1. April 1873 den Bahnhof Shaftesbury Road eröffnete. Die Metropolitan District Railway (MDR; Vorgängergesellschaft der District Line) baute eine Verbindungsstrecke von der damaligen Endstation Hammersmith zu den L&SWR-Gleisen knapp östlich von Ravenscourt Park. Am 1. Juni 1877 verkehrten erstmals U-Bahnen der MDR, genau vier Monate später folgte die Metropolitan Railway (MR; heutige Metropolitan Line) diesem Beispiel.
Am 1. März 1888 erhielt die Station ihren heutigen Namen. Ab dem 1. Februar 1894 verkehrten auch Vorortzüge der Great Western Railway (GWR) auf der Strecke, die nun von vier verschiedenen Gesellschaften genutzt wurde. Nach der Elektrifizierung der MDR-Strecke nördlich von Acton Town im Jahr 1903 finanzierte die MDR die Elektrifizierung des Abschnitts über Ravenscourt Park, die am 1. Juli 1905 abgeschlossen war. Züge von L&SWR, MR und GWR verkehrten weiterhin mit Dampflokomotiven.
Die MR zog sich am 31. Dezember 1906 zurück, die GWR genau vier Jahre später. Die L&SWR, die 1911 noch parallel verlaufende Gleise für den nichtelektrischen Verkehr gebaut hatte, musste sich schließlich am 3. Juni 1916 ebenfalls der U-Bahn-Konkurrenz beugen. Als die Piccadilly Line am 4. Juli 1932 von Hammersmith aus in Richtung Westen verlängert wurde, kamen deren Gleise zwischen jene der District Line zu liegen. Seither passieren die Züge der Piccadilly Line die Station Ravenscourt Park ohne Halt.